# روبرت دانييل مورفي
روبرت دانيال مرفي (بالإنجليزية: Robert Daniel Murphy)‏ ( 28 أكتوبر 1894 – 9 يناير 1978) كان دبلوماسي أمريكي مرموق.
ولد في ميلووكي، ولاية ويسكنسن، بدأ مرفي عمله الدبلوماسي في عام 1917 كعضو في الوفد الأمريكي في برن. وبين المناصب العديدة التي شغلها فقد كان نائب القنصل في زيورخ وميونخ، والقنصل الأمريكي في باريس من 1930 إلى 1936، والقائم بالأعمال إلى حكومة ڤيشي. وكان أيضاً، للمرة الوحيدة، المختص في شئون فرنسا في وزارة الخارجية الأمريكية.
في فبراير 1941، لعب مرفي دوراً محورياً في تزييف اتفاقية مرفي-ويگان، التي سمحت للولايات المتحدة بالتصدير إلى شمال أفريقيا بالرغم من الحصار البريطاني، آنئذ، والقيود على التجارة المفروضة على المناطق التي تحكمها حكومة ڤيشي.
وفي خريف 1942، بناء على طلب الرئيس روزفلت، أجرى مرفي مسحاً للأحوال في شمال أفريقيا الفرنسي، اعداداً لانزال الحلفاء - عملية الشعلة، التي كانت أول هجوم بري رئيسي للحلفاء أثناء الحرب العالمية الثانية. وقد عـُيـِّن ممثلاً شخصياً للرئيس برتبة وزير minister إلى شمال أفريقيا الفرنسي. وقد أجرى مرفي اتصالات مع مختلف ضباط الجيش الفرنسي والقيادات في مدينة الجزائر وجندهم لدعم الحلفاء قبل بدء غزو شمال أفريقيا الفرنسي.[بحاجة لمصدر]
●السجل الدبلوماسي لمرفي بعد الحرب العالمية الثانية
1949 سفير فوق العادة ووزير مفوض، بلجيكا.1952 سفير فوق العادة ووزير مفوض، اليابان.
1953 مساعد الوزير لشئون الأمم المتحدة
1958 الممثل الشخصي للرئيس أيزنهاور أثناء أزمة لبنان
1958-1959 نائب الوزير للشئون السياسية
وبعد استقالته من وزارة الخارجية الأمريكية في ديسمبر 1959، ذهب مرفي ليعمل مستشاراً للرؤساء كيندي وجونسون ونيكسون.